# NGC 1247
NGC 1247 è una vasta galassia a spirale vista di taglio e situata nella costellazione dell'Eridano, a una distanza di circa 182 milioni di anni luce dalla nostra Via Lattea.

## Scoperta
La galassia è stata scoperta il 10 dicembre 1798 dall'astronomo britannico di origine tedesca William Herschel.

## Descrizione
NGC 1247 ha una classe di luminosità II-III e presenta una larga riga a 21 cm dell'idrogeno neutro.

## Gruppo di NGC 1241

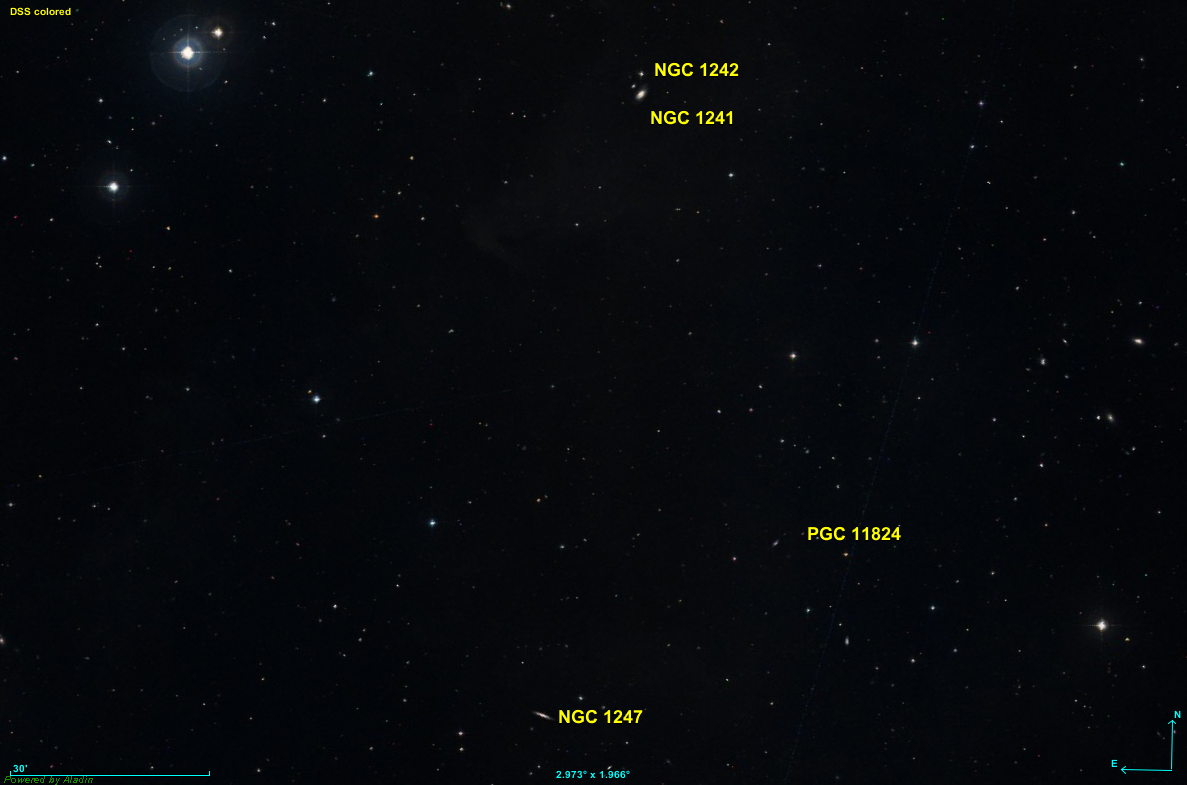
NGC 1241, NGC 1242, NGC 1247 e PGC 11824 fanno parte del Gruppo di NGC 1241. La quinta galassia del gruppo è al di fuori del campo dell'immagine.

NGC 1247 fa parte del Gruppo di NGC 1241, un gruppo di galassie che comprende almeno cinque membri. Le altre quattro galassie del Gruppo di NGC 1241 sono NGC 1241, NGC 1242, MCG -2-9-6 (PGC 11824) e MK 1071 (PGC 11937).
Di queste, NGC 1242 e NGC 1241 si trovano a una distanza molto simile dal nostro sistema solare e formano probabilmente una coppia di galassie in interazione gravitazionale reciproca. Le due galassie sono registrate nell'Atlas of Peculiar Galaxies con il codice ARP 304.